# Santiago Amengual

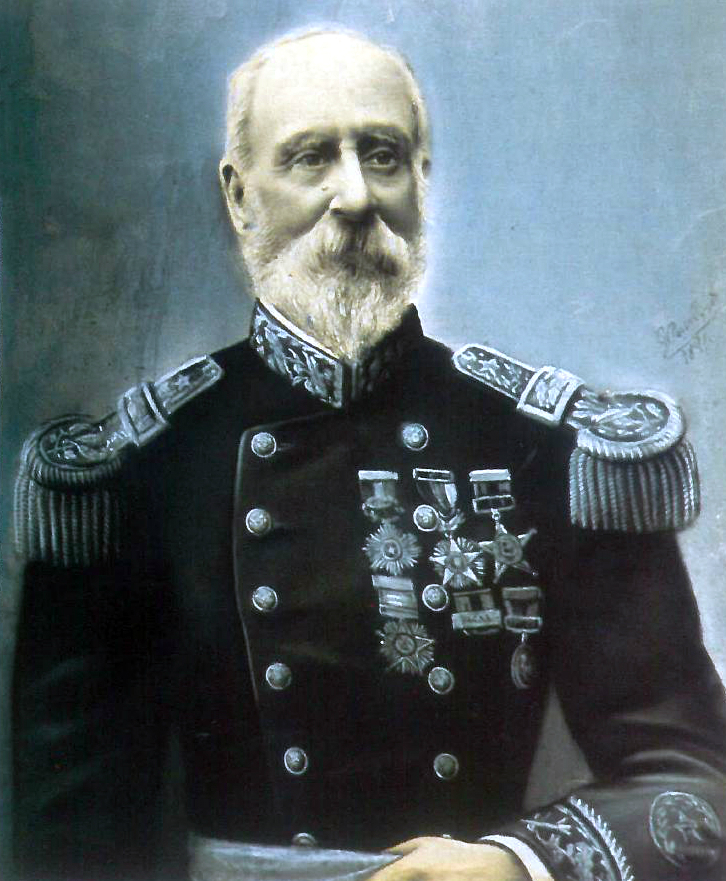
Santiago Amengual Balbontín
(Dibujo al pastel, por Guillermo Pérez Font, 1891).

Santiago Amengual Balbontín (Quillota, 23 de marzo de 1815-Santiago, 29 de abril de 1898) fue un militar chileno. Veterano victorioso de once batallas, no sufriendo en ninguna una derrota.

## Vida
Era hijo de don Santiago Amengual Costabella y de doña Rosario Balbontín Soto, nació en el período de la Reconquista. Ingresa de joven a las filas castrenses, recibiendo su formación en la Academia Militar, participando en la guerra contra la Confederación Peruano-Boliviana, específicamente en la batalla de Yungay. 
Contrajo matrimonio con Gertrudis Novajas Velázquez, fue el padre de Recaredo Amengual Novajas, perpetrador de la Matanza de La Coruña. Posteriormente, se casó nuevamente con Celia Peña y Lillo. Con ambas esposas tuvo hijos. Es el abuelo del compositor y eximio músico René Amengual Astaburuaga. 
Apodado El Manco Amengual o "El manco Glorioso" debido a que una herida de bala le inutilizó el brazo derecho de por vida en la batalla de Loncomilla. En 1861, obtuvo el título de Coronel efectivo, acogiéndose un mes después a retiro del ejército para dedicarse a la agricultura. En 1874 se reincorpora al Ejército, siendo designado Coronel Edecán del Presidente de la República don Federico Errázuriz Zañartu.

## Guerra del Pacífico
Al estallar la Guerra del Pacífico, fue uno de los primeros en trasladarse al teatro de operaciones.
Participa en la fundación en 1879 del Regimiento Esmeralda, nombrado así en honor a la gesta de Prat en el Combate Naval de Iquique. Con este regimiento realiza un adecuado desempeño en varias batallas, consiguiendo para el Esmeralda la denominación de 7.º de Línea, su nombre suele asociársele a este gallardo Regimiento, (el mismo que Jorge Inostrosa tomaría para la obra literaria "Adiós al Séptimo de Línea"). Registrando una notable actuación en la campaña al mando de su Batallón 7º de Línea, que fuera organizado por él veinte años antes en la cruenta Batalla de Cerro Grande, al sur de La Serena.
Es nombrado General en Jefe de la I División de Ejército en 1880, participando en la batalla de Tacna o del Alto de la Alianza.

## Guerra Civil de 1891
En 1887 se retira definitivamente del ejército con el grado de General de División. Se reintegra al Ejército en 1891, en la Guerra Civil de 1891, combate en apoyo del presidente José Manuel Balmaceda Fernández. Fue inspector delegado del Ejército en campaña. Debido a pertenencia al bando perdedor es dado de baja de las filas del ejército, quedando en la más absoluta miseria. En 1896, por vía de la Ley de Amnistía e Indulto decretada por el presidente Jorge Montt Álvarez, es reivindicado en su grado militar de general de Ejército.

### Fallecimiento
A la hora de sus honras fúnebres, el 29 de abril de 1898, acudió la Escuela Militar y el Cuerpo de Inválidos y Veteranos del 79, portando su estandarte enlutado. En el trayecto al Cementerio General, las calles estuvieron repletas de gente que quiso despedir al "manco" Amengual como se le conocía popularmente.

## Homenajes póstumos
- En su recuerdo, existe una calle llamada General Amengual ubicada en el Santiago en la comuna de Estación Central.
- Un pueblo en la Región de Aysén llamado Villa Amengual, en la comuna de Lago Verde
- En Antofagasta hay una población y una escuela que se llaman Santiago Amengual.
- En la comuna de Pudahuel, se construye un parque de 10 hectáreas que lleva por nombre Parque Santiago Amengual.
- En la comuna de Puerto Montt, entre las poblaciones Teniente Merino y Libertad, hay una calle larga que lleva su nombre.